# Kepler-442
Kepler-442 (KOI-4742) é uma estrela anã laranja na constelação de Lyra, a cerca de 1200 anos-luz (370 parsecs) de distância do Sol. A estrela tem pelo menos um exoplaneta orbitando cuja descoberta foi anunciada em 6 de janeiro de 2015 pela NASA como parte da missão Kepler. O planeta chamado Kepler-442b é um pouco maior do que a Terra e muito provavelmente está na zona habitável de Kepler-442.

## Características
Kepler-442 é uma estrela de classe K da sequência principal (anã laranja), o que significa que é menor, menos luminosa e mais fria que o Sol. Sua distância foi originalmente estimada em 342+19
−22 pc, com base no modelamento de suas propriedades, enquanto as medições diretas de paralaxe pela sonda Gaia indicam uma distância um pouco maior de 370 ± 3 pc. Modelos evolucionários indicam que a estrela tem uma massa próxima de 61% da massa solar e um raio de aproximadamente 60% do raio solar. Sua fotosfera está brilhando com 12% da luminosidade solar a uma temperatura efetiva de 4 400 K. A estrela possui uma baixa metalicidade, a abundância de elementos mais pesados que o hélio, com cerca de 40% da proporção de ferro do Sol. Observações visuais pelos telescópios UKIRT e Keck 2 não encontraram estrelas companheiras. A fotometria obtida pela sonda Kepler mostra um período de rotação de cerca de 49 dias.

## Sistema planetário
Esta estrela esteve no campo de visão da missão original da sonda Kepler, que coletou por quatro anos dados fotométricos precisos com cadência de 29,4 minutos. A curva de luz obtida revelou quedas periódicas de 0,056% no brilho da estrela, que foram atribuídas a um possível trânsito de um planeta extrassolar em órbita, e a estrela recebeu a designação KOI-4742. Em 2015, a existência do planeta foi "confirmada" (validada estatisticamente) em um artigo que estimou uma probabilidade 919 vezes menor de a curva de luz ser explicada por outro fenômeno, como uma binária eclipsante de fundo. Com isso, a estrela passou a ser chamada Kepler-442.
O planeta, denominado Kepler-442b, tem um raio estimado de 1,34 vezes o raio da Terra e está a uma distância média de 0,41 UA da estrela, completando uma órbita com um período de 112,3 dias. Sua massa é baixa demais para ser medida pelo método da velocidade radial, o que impede a determinação de sua densidade e composição, mas dado seu tamanho pequeno, foi calculado que ele tem 61% de chance de ser rochoso. O nível de insolação no planeta foi calculado em 0,66+0,23
−0,41 vezes o da Terra, correspondendo a uma chance de 96,9% de o planeta estar dentro da zona habitável, considerando a definição mais ampla do termo. Com base apenas nesses dois critérios, raio e nível de insolação, este é um dos planetas mais habitáveis já descobertos. Um estudo de 2016, analisando a curva de luz obtida pela sonda Kepler, não conseguiu detectar erupções de Kepler-438, que poderiam ser prejudiciais para a habitabilidade do planeta. Um limite máximo de energia de 5,6×1032 erg foi estimado para erupções não detectadas.
| Planeta | Massa | Raio               | Semieixo maior (UA) | Período orbital (dias)  | Excentricidade   | Inclinação        |
| ------- | ----- | ------------------ | ------------------- | ----------------------- | ---------------- | ----------------- |
| b       | —     | 1,34+0,11 −0,18 R⊕ | 0,409+0,209 −0,060  | 112,3053+0,0024 −0,0028 | ≥0,04+0,08 −0,04 | 89,94+0,06 −0,12° |